# لادیسلاف فالتا
لادیسلاف فالتا (چکی: Ladislav Falta؛ زادهٔ ۳۰ ژانویهٔ ۱۹۳۶) تیرانداز اهل چکسلواکی بود.
وی در مسابقات کشوری و بین‌المللی در مجموع برندهٔ ۱ مدال نقره شده‌است.